# Koba Zakadse

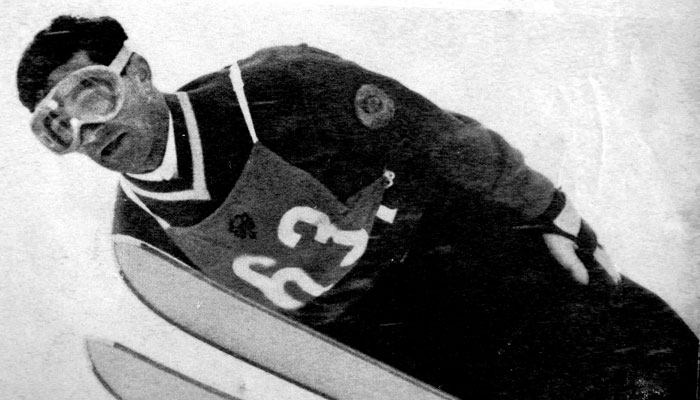
Koba Zakadse 1963.

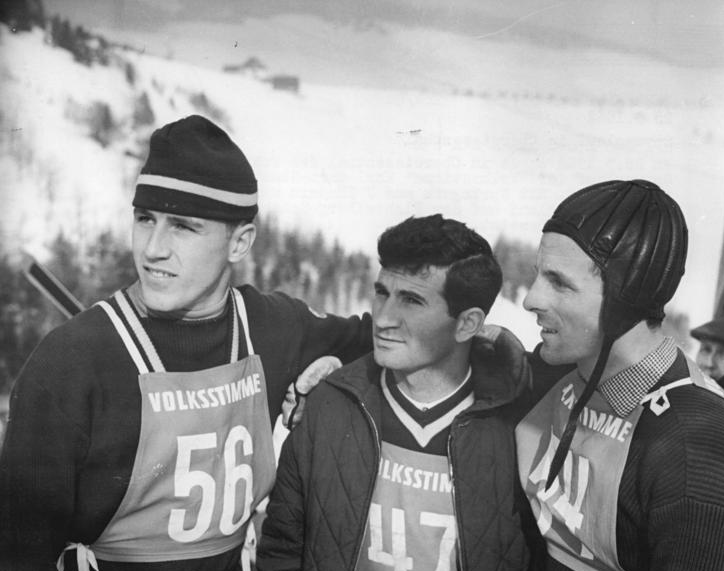
Från vänster Dieter Bokeloh (DDR) Koba Zakadse och Willi Egger (Österrike) i Oberwiesenthal 1964.

Koba Zakadse (georgiska: კობა წაქაძე, ryska: Коба Цакадзе) född 19 augusti 1934 i Bakuriani i Georgiska SSR i Sovjetunionen, är en georgisk tidigare backhoppare som tävlade för Sovjetunionen. Han representerade CSKA Tbilisi.

## Karriär
Tysk-österrikiska backhopparveckan
Koba Zakadse debuterade i tysk-österrikiska backhopparveckan säsongen 1955/1956 och blev nummer 14 i öppningstävlingen i Schattenbergschanze i Oberstdorf i Västtyskland. Han vann tredje deltävlingen, i Bergiselschanze i Innsbruck i Österrike. Landsmannen Nikolaj Kamenskj vann backhopparveckan sammanlagt.
Zakadse fortsatte att tävla i backhopparveckan. Han vann en pallplats i Bischofshofen säsongen 1957/1958 efter Helmut Recknagel och Harr Glass från Östtyskland. Han blev nummer i Garmisch-Partenkirchen 1 januari 1959, igen efter Recknagel. Säsongen 1960/1961 vann han nyårstävlingen i Garmisch-Partenkirchen. Hans sista turnering i backhopparveckan var säsongen 1970/1971.
Olympiska spelen
Zakadse startade i olympiska spelen 1956 i Cortina d'Ampezzo i Italien. Han kom på en delad 30:e plats. Zakadse låg på en åttonde plats efter första omgången, men föll i andra genomkörningen. Under OS 1960 i Squaw Valley i Kalifornien i USA blev det en nionde plats, 16,1 poäng efter segrande Recknagel och 8,3 poäng från prispallen.
I olympiska spelen 1964 i Innsbruck i Österrike arrangerades tävlingar i två backar, normalbacke och stor backe. Zakadse deltog i stora Bergiselbacken och blev nummer 27. Han deltog även i olympiska vinterspelen 1972 i Sapporo i Japan. Zakadse deltog i båda backhoppstävlingarna och 9 i normalbacken och nummer 35 i den svåra tävlingen i stora backen. Kraftig vind störde tävlingen som något överraskande vanns av Wojciech Fortuna från Polen.
Skid-VM
Koba Zakadse deltog i Skid-VM 1962 i Zakopane i Polen. Där blev han nummer fem i en mycket jämn och spännande tävling i normalbacken. Han var endast 5,8 poäng efter guldvinnaren Toralf Engan från Norge och 1,0 poäng från en bronsmedalj. I skid-VM 1966 i Holmenkollen i Oslo blev han nummer 6 i stora backen (Holmenkollbakken). Han var 15,6 poäng efter hemmafavoriten och dubbla världsmästaren Bjørn Wirkola och 4,9 poäng från bronsmedaljen som vanns av Kjell Sjöberg från Sverige.
Zakadse avslutade idrottskarriären 1972. Koba Zakadse er far till tidigare backhopparen Kachaber Zakadse som bland annat deltog i Skid-VM, 3 olympiska spel och i skidflygnings-VM.